# Ichneumon impressus
Ichneumon impressus là một loài tò vò trong họ Ichneumonidae.